# Team TotalEnergies
Team TotalEnergies (codul UCI: TEN) este o echipă de ciclism de șosea din Franța. În anii anteriori, echipa a fost cunoscută sub numele de Brioches La Boulangère, Bonjour, Bouygues Télécom, Bbox Bouygues Telecom și Europcar. Sezonul 2015 a fost ultimul sub sponsorizarea Europcar; din 2016, echipa este sponsorizată de Direct Énergie.